# Allothunnus fallai
Allothunnus fallai Serventy, 1948 é uma espécie de peixes pelágicos pertencente à família Scombridae, conhecida pelo nome comum de atum-foguete. O género Allothunnus é monotípico, sendo esta a única espécie extante conhecida. A espécie tem distribuição natural no Oceano Austral, entre as latitudes 20° e 50° Sul. Os espécimes machos adultos podem atingir 105 cm de comprimento total e 13,7 kg de peso.